# Scomberomorus sinensis
Scomberomorus sinensis е вид бодлоперка от семейство Scombridae.

## Разпространение и местообитание
Видът е разпространен във Виетнам, Камбоджа, Китай, Провинции в КНР, Тайван и Япония.
Обитава сладководни и полусолени басейни, морета и реки.

## Описание
На дължина достигат до 2,5 m, а теглото им е не повече от 131 g.